# Warren Siegel
Warren David Siegel (* 16. November 1952 in Flint (Michigan)) ist ein  US-amerikanischer theoretischer Physiker, der sich insbesondere mit Supersymmetrie und  Stringtheorie befasst.
Siegel studierte ab 1970 an der University of California, Berkeley (Bachelorabschluss 1973), an der er 1977 bei Martin B. Halpern promoviert wurde (Topics in theoretical particle physics). Als Post-Doktorand war er an der Harvard University, an der Brandeis University, 1979 bis 1980 am Institute for Advanced Study, 1980 bis 1982 am Caltech und bis 1985 in Berkeley. Ab 1985 war er Assistant Professor und ab 1987 Professor an der University of Maryland (College Park). Er ist seit 1988 Professor am C. N. Yang Institute of Theoretical Physics der State University of New York at Stony Brook.
Ende der 1970er Jahre führte er mit Marcus T. Grisaru und Martin Roček verbesserte Methoden (im Superraum) zur Berechnung von Feynmandiagrammen in supersymmetrischen Feldtheorien ein. Mit beiden und Sylvester James Gates schrieb er 1983 das Buch Superspace. Er führte auch eine neue Methode dimensionaler Regularisierung in der supersymmetrischen Störungstheorie ein (Dimensional Reduction). In den 1980er Jahren war er führend an der Entwicklung der Stringfeldtheorie beteiligt. Auch darüber schrieb er 1988 ein Buch, das er ebenso wie ein Lehrbuch zur Quantenfeldtheorie (Fields) online zur freien Verfügung stellte.

## Schriften
- Introduction to String Field Theory, World Scientific 1988, Online
- mit S. J. Gates, M. Grisaru, M. Rocek: Superspace – or 1001 lessons in Supersymmetry, Benjamin-Cummings, Reading, Massachusetts 1983 Online
- Fields, Online
- mit Steven Duplij, Jonathan Bagger: Concise Encyclopedia of Supersymmetry, Kluwer 2004